# Salón de la Fama del Béisbol Profesional Colombiano
El Salón de la Fama del Béisbol Colombiano fue creado en el marco de la II Gran Noche de Campeones del Béisbol Colombiano, realizada el 10 de septiembre de 2009 en el Centro Recreacional Napoleón Perea Castro de la ciudad de Cartagena. El evento fue organizado por la Fundación del Deporte y la Cultura Colombiana "Fundecol", con el aval de la Federación Colombiana de Béisbol.
Los primeros 60 miembros fueron rigurosamente seleccionados con base en sus aportes al engrandecimiento del béisbol en el país, además de una haber observado una impecable conducta, en palabras de Rafel Ruiz, jefe de prensa del evento.

## Periodistas
| Exaltados            | Ciudad                  |
| -------------------- | ----------------------- |
| Mike Schmulson       | Barranquilla, Atlántico |
| Chelo De Castro      | Barranquilla, Atlántico |
| Raúl Porto Cabrales  | Cartagena, Bolívar      |
| Fabio Poveda Márquez | Sevilla, Magdalena      |
| Luis Bello Novia     |                         |
| Antonio Lavalle      |                         |

## Mánager
| Exaltados              | Ciudad             |
| ---------------------- | ------------------ |
| Antonio "Mania" Torres | Cartagena, Bolívar |
| Manuel Castillo Torres |                    |
| Antonio Ruiz           |                    |

## Entrenadores
| Exaltados           | Ciudad |
| ------------------- | ------ |
| Álvaro Paz Arrazola |        |
| Gabriel Núñez       |        |

## Jugadores
| Exaltados                  | Ciudad             |
| -------------------------- | ------------------ |
| José Miguel Corpas         | Cartagena, Bolívar |
| Abel Leal Díaz             | Cartagena, Bolívar |
| Orlando Ramírez            | Cartagena, Bolívar |
| Joaquín "Jackie" Gutiérrez | Cartagena, Bolívar |
| Eusebio Moreno             |                    |

| Selección de béisbol de Colombia | Campeón Copa Mundial de Béisbol de 1947 |
| -------------------------------- | --------------------------------------- |

## Árbitros
| Exaltados         | Ciudad |
| ----------------- | ------ |
| Francisco Miranda |        |
| Pedro Ramos       |        |

## Dirigentes
| Exaltados                 | Ciudad               |
| ------------------------- | -------------------- |
| Joaquín Franco Burgos     |                      |
| Enrique Luis Roman        |                      |
| Guillermo Valencia Abdala | Aracataca, Magdalena |
| José Morelos Godoy        |                      |
| Guillermo Muñoz Charris   |                      |
| Jorge Rumie Díaz          |                      |
| Hermes Barros Cabas       |                      |
| Clemenceau Haydar Sedan   | Cartagena, Bolívar   |
| Marcos Quintero Castro    |                      |
| Jaime Iglesias Caballero  |                      |

## Anotadores
| Exaltados         | Ciudad |
| ----------------- | ------ |
| Ángel Pérez Tapia |        |
| Miguel Pacheco    |        |

## Narradores
| Exaltados              | Ciudad             |
| ---------------------- | ------------------ |
| Luis Payares Villa     | Cartagena, Bolívar |
| Napoleón Perea Castro  |                    |
| Gastón Calvo Núñez     |                    |
| Pedro Herrera González |                    |

## Comentaristas
| Exaltados            | Ciudad             |
| -------------------- | ------------------ |
| Rúgero Manotas Conde |                    |
| Melanio Porto Ariza  | Cartagena, Bolívar |

## Scout
| Exaltados           | Ciudad |
| ------------------- | ------ |
| Carlos Roque García |        |